# Brittany Timko
Pour les articles homonymes, voir Timko.
Brittany Timko (née le 5 septembre 1985 à Vancouver en Colombie-Britannique) est une joueuse de football (de soccer) canadienne évoluant au poste d'attaquante. Elle joue pour les Whitecaps de Vancouver et est membre de l'Équipe du Canada de soccer féminin (117 sélections en date du 1er août 2012).  

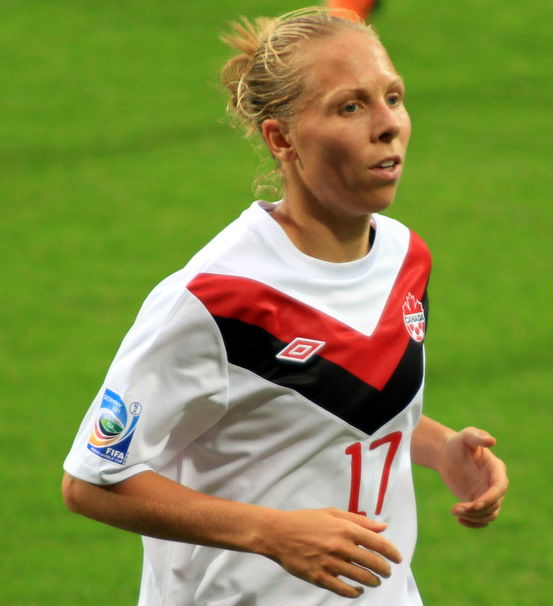
Brittany Timko en pleine action lors de la Coupe du monde féminine de 2011

## Biographie

### Carrière en club
Au lycée, Timko excelle dans plusieurs sports : volleyball, natation, et basketball. Elle évolue également au soccer pour le club amateur des Coquitlam City Panthers. En 2002, elle est nommée athlète junior de l’année de la B.C. Soccer Association.

#### NCAA
De 2003 à 2006, Timko joue pour les Cornhuskers de l'Université du Nebraska–Lincoln, équipe évoluant dans la première division NCAA. Elle est nommée joueuse de l'année dans la Conférence Big-Ten de la NCAA en 2004 et 2005. Elle fait partie des 50 meilleures joueuses de toute l'histoire de la NCAA en marquant 40 buts et en réalisant 40 passes décisives. Au terme de son cursus universitaire, Timko est diplômée en psychologie avec une spécialité en psychosociologie.

#### W-League
De 2004 à 2007, Timko enfile le maillot des Whitecaps de Vancouver. Elle remporte deux Championnats de la W-League avec les Whitecaps, en 2004 et 2006,.

#### W-League australienne
En 2008, elle part vivre en Australie avec son amoureux (et ancien coach) Matt Shepherd  et elle joue deux saisons pour le Melbourne Victory FC dans la nouvelle ligue semi-professionnelle, la W-League australienne (championnat féminin de première division).

#### Damallsvenskan
En 2009, elle signe avec le club de Piteå IF Ladies dans la Damallsvenskan (championnat suédois).

#### Frauen-Bundesliga
Lors de la saison 2010, Timko évolue en Allemagne pour le SG Essen-Schönebeck. Elle aide l'équipe à atteindre les demi-finales de la Coupe féminine allemande.

#### Retour au Canada
Lors de l'intersaison allemande 2010-11, elle revient au Canada pour renouer avec son ancienne équipe, les Whitecaps de Vancouver avec laquelle elle se rend au Final Four de la W-League en 2011.

### Carrière en sélection nationale
Dès l'âge de 16 ans, Timko évolue pour l'équipe nationale du Canada des moins de 19 ans avec laquelle elle accumule 32 sélections et marque 16 buts. Elle obtient le Soulier d'Or Adidas en tant que meilleure buteuse de la Coupe du monde féminine de la FIFA U-20 de 2004. Elle y marque sept buts en seulement 4 matchs et le Canada décroche la médaille d'argent.
En avril 2002, Timko fait ses débuts avec l'équipe nationale senior du Canada. En 2003, elle joue les 5 matchs du Canada dans le tournoi de la CONCACAF en vue d'une qualification pour la Coupe du monde féminine de 2003. Elle participe avec l'équipe du Canada aux Coupes du monde de football féminin de 2003, 2007 et 2011. 
Timko est également de l'effectif canadien lors des Jeux olympiques de 2008 et de 2012. En 2008, aux Jeux olympiques, elle se retrouve K.O. par terre avec deux côtes cassées et un poumon perforé, gracieuseté d'une violente collision accidentelle avec Hope Solo la gardienne de but des États-Unis,.
Au niveau de l'histoire du soccer féminin, Brittany Timko est l'une des 9 femmes ayant reçu plus de 100 sélections en faveur de l'Équipe du Canada de soccer féminin.

## Palmarès

### En équipe nationale
- Médaille de bronze aux Jeux olympiques d'été 2012[9]
- Médaille d'or aux Jeux panaméricains 2011
- Médaille d'or lors du Championnat féminin de la CONCACAF 2010
- Médaille d'or lors de la Gold Cup 2002
- Médaille d'argent à la Coupe du monde des moins de 19 ans 2004
- Médaille d'argent à la Coupe du monde des moins de 19 ans 2002
- Médaille de bronze aux Jeux panaméricains 2007

### En club

#### Vancouver Whitecaps
- Vainqueur du championnat de la W-League : 2004, 2006
- Finaliste au Final Four : 2005, 2011
- Championnat de conférence : 2004, 2005, 2006
- Championnat de division : 2004, 2005, 2006